# 리베리 (나폴리현)
리베리(이탈리아어: Liveri)는 이탈리아 캄파니아주 나폴리현에 위치한 코무네다. 나폴리로부터 북동쪽 30km 거리에 있다.